# Терцаги, Карл
Карл Терцаги (англ. Karl von Terzaghi; 2 октября 1883 года, Прага, Австро-Венгрия — 25 октября 1963 года, Уинчестер, США) — австрийский и американский геолог и инженер-строитель, один из основоположников механики грунтов.

## Биография

### Военное и техническое образование
Карл Терцаги был первым ребёнком в семье подполковника Антона Терцаги и Амалии Эберле в Праге — крупном городе в тогдашней Австро-Венгрии. После выхода отца в отставку семья перебралась в Грац. По семейной традиции с десятилетнего возраста Карл был отдан на обучение в военную школу-интернат, где проявил значительный интерес к астрономии и географии. В 14 лет его перевели в другую военную школу — в городе Храница на Мораве (Чехия). Здесь он хорошо проявил себя в геометрии и математике, и к 17 годам с отличием завершил обучение.
В 1900 году он поступил в Высшую техническую школу (Технический университет) в Граце на отделение машиностроения, где больше всего его интересовала теоретическая механика. И хотя Терцаги был довольно шумным и буйным студентом (за что однажды был почти исключен), в 1904 году он с отличием окончил университет. В это же время он решил переключить внимание на геологические науки и гражданское строительство. Проходя обязательную военную службу в течение одного года, он перевел на немецкий и значительно дополнил известный английский справочник по геологии. После службы он возвратился в университет, где объединил преподавание геологии с курсами дорожного строительства. К этому же времени относится и его первая научная работа (по геологии южной Штирии).

### Начало профессиональной деятельности
Началом профессиональной деятельности Терцаги стала работа младшим инженером-конструктором в венской фирме, занимавшейся новой тогда отраслью — гидроэлектрикой, а Карл решал сопутствующие ей геологические задачи. Со временем круг его обязанностей быстро расширялся, и к 1908 году он уже руководил целой стройплощадкой, а также проектированием и возведением стальных армоконструкций. В это же время предпринял амбициозный проект постройки ГЭС в Хорватии. После этого Терцаги провел шесть месяцев в России, где разработал некоторые новые графические методы расчета промышленных резервуаров, которые легли в основу его диссертации (PhD), защищенной в 1912 году.
Деятельность постепенно начала приносить Терцаги известность, и он решил совершить «путешествие» по строительным площадкам некоторых крупных дамб в США. Это позволило ему получить множество сведений «из первых рук» по разнообразным строительным вопросам.
В декабре 1913 года Терцаги возвратился в Австрию. С началом Первой мировой войны его призвали в армию и направили руководить инженерным батальоном из 250 человек, а впоследствии — 1000 человек. После короткого периода управления аэродромом, он был избран профессором Оттоманского королевского инженерного колледжа в Стамбуле (ныне Стамбульский технический университет).
Здесь начался наиболее плодотворный период в жизни ученого, который положил начало делу его жизни — настоящему инженерному пониманию грунтов как строительного материала, чьи свойства можно было бы измерять стандартизированными методами. С помощью простейших инструментов и оборудования он организовал лабораторию и приступил к активной работе. Результаты его опытов и измерений, а также анализ сил, действующих на подпорные стенки, были впервые опубликованы в 1919 году и быстро получили признание как важнейший вклад в научное понимание фундаментальных свойств грунтов.
К моменту завершения войны Терцаги был вынужден оставить пост в Университете и устроиться на работу в стамбульский Роберт-колледж, где он переключается в преподавании с французского на английский язык, и вновь отстраивает свою лабораторию. В этот период он изучал различные количественные аспекты водопроницаемости грунтов и дал несколько объяснений наблюдаемым эффектам. Он изобрел некоторые новые измерительные приборы, а продолжительные наблюдения часто выполнял самостоятельно. В завершение многолетних исследований, Терцаги опубликовал в 1924 году свою главную книгу — «Erdbaumechanik» («Механика грунтов»), приведшую механику грунтов к всеобщему признанию. За этим последовало приглашение на работу в Массачусетский технологический институт, которое ученый практически без колебаний принял.

## Научное наследие
К. Терцаги является одним из основоположников механики грунтов как научной дисциплины, его монография «Строительная механика грунтов» изданная в 1925 г. считается первым монументальным трудом посвященным данной тематике.

## Основные работы на русском языке
- К. Терцаги. Строительная механика грунта на основе его физических свойств. — М., 1933.
- К. Терцаги, Р. Пек. Механика грунтов в инженерной практике. — М., 1958.
- К. Терцаги. Теория механики грунтов. — М., 1961.

## В филателии
Терцаги изображен на австрийской почтовой марке 1983 года.